# Echolink
EchoLink （エコーリンク）とは、アマチュア無線家のジョナサン・テイラー、コールサイン K1RFDによって開発された、インターネットを介しVoIP技術を利用するアマチュア無線のシステムである。
このシステムはアマチュア無線の世界規模の接続を可能とするもので、Skypeのような他のVoIPアプリケーションと同じ要素を持っているがアマチュア局の無線機に接続することができる特徴を持つ。
すべての利用するユーザは有効なコールサインを持っている必要があり、無線局免許状を提示（スキャナまたはデジタルカメラなどで鮮明に複写したものを提出）することによりユーザとして認証、登録される。QSLカードやコールブックの複写は受け付けられない。

## 使用方法
Echolink を利用するアマチュア無線家は次の2つのモードで運用することができる:
- Single User Mode. （シングルユーザーモード）インターネットに接続されたコンピュータがあれば、そのコンピュータのマイクとスピーカを使いインターネット上にある他のコンピュータで起動しているEchoLinkへ（もしくはそれを経由して）相手局と交信できる。
- Sysop Mode. （シスオペモード）インターネットに接続されたコンピュータとアマチュア無線機をインターフェースによって接続し、電波の届く範囲内に存在する他のアマチュア無線局がDTMF操作等により、世界中のEchoLink局に中継し接続することができる。EchoLinkの特徴である。

シスオペモードのEchoLink局の電波の届く範囲内であれば、EchoLinkソフトウェアやインターネットに接続できるコンピュータを持たないアマチュア無線家もEchoLinkネットワークを利用できる。シスオペモードで稼動するEchoLink局を既存のレピータに接続することもできるので、さらにアマチュア無線通信の可能性が広がる。

## 日本国内で利用するには
144、430MHz帯でEchoLinkを利用する場合にはバンドプランに従いVoIP用周波数に設定しなければならない。多くの無線局では混信防止のためトーンを付加しなければ接続できない。VoIP専用周波数ではEchoLinkのほかWIRES-II、eQSO、IRLPなどインターネットを介して音声等の伝送を行う通信が認められている。VoIP通信は、どの周波数で行えばよいのですか。
ただし、使用区別では、VoIP専用ではなく、VoIPとあわせて「全電波型式」用と定められています。
| バンド   | VoIP用周波数                                   |
| -------- | ---------------------------------------------- |
| 144MHz帯 | 144.50MHz ～ 144.60MHz、145.65MHz ～ 145.80MHz |
| 430MHz帯 | 430.70MHz ～ 431.00MHz、438.00MHz ～ 439.0MHz  |

## EchoLinkと互換性のあるソフトウェア
macOS (EchoMac) や Linux (echoLinux or SvxLink/Qtel)で動作するEchoLinkと互換性のあるオープンソース のパッケージも利用可能であるが、2007年2月現在、デスクトップのアプリケーションとしてはウィンドウズ版のオリジナルソフトウェアと比較すると機能に制限がある。
シスオペモードだけで運用するのであれば、Linux用のSvxLinkサーバは有効な選択肢である。SvxLinkは豊富な機能を持つこと、オープンソースであることから新しい機能を付加することも容易である。
EchoIRLPとはIRLPシステムにおいてIRLPノードがシスオペモードのEchoLinkとして稼動できるようにするためのアドオンである。
参考: EchoLink ソフトウェアはMicrosoft Windowsで動作するよう設計されているが、LinuxのいくつかのディストリビューションにおいてもWineエミューレータを使い動作することが確認されている。Linuxの初心者は、Linux用のEchoLinkソフトウェアをインストールするよりも、比較的簡単に始められる方法である。

## スマートフォンで動作するEchoLink
2010年2月にアップルのiPhone、iPad、またはiPod Touchで動作するEchoLinkが iTunes Store でリリースされた。同年8月にはAndroidに対応したバージョンが Google Play で公開されている。iOS、Androidの両バージョンともにEchoLinkのWindows版のオリジナル開発者である、J.テイラー(K1RFD)により作成された。

## 他のインターネットを使ったアマチュア無線
- IRLP
- D-STAR
- WiRES-II
- WIRES-X